# Hector-Irénée Sévin
Hector-Irénée Sévin, francoski rimskokatoliški duhovnik, škof in kardinal, * 22. marec 1852, Simandre, † 4. maj 1916.

## Življenjepis
10. junija 1876 je prejel duhovniško posvečenje.
11. februarja 1908 je bil imenovan za škofa Châlonsa; 5. aprila istega leta je prejel škofovsko posvečenje.
2. decembra 1912 je bil imenovan za nadškofa Lyona.
25. maja 1914 je bil povzdignjen v kardinala in imenovan za kardinal-duhovnika SS. Trinità al Monte Pincio.